# Metal Gear Solid 4: Guns of the Patriots Original Soundtrack
Metal Gear Solid 4: Guns of the Patriots Original Soundtrack è un album contenente la colonna sonora ufficiale del videogioco stealth Metal Gear Solid 4: Guns of the Patriots. L'album, costituito da due CD, è stato pubblicato il 28 maggio 2008 dall'etichetta discografica della Konami Digital Entertainment. Una versione incompleta dell'album è anche inclusa nella versione Limited Edition del gioco.

## Tracce

### CD 1
1. Old Snake – 3:52 (musica: Harry Gregson-Williams)
2. Jackie Presti – Love Theme – 7:07 (testo: Hideo Kojima – musica: Nobuko Toda)
3. Gekko – 2:53 (musica: Harry Gregson-Williams)
4. Haven Troopers – 3:40 (musica: Nobuko Toda, Shuichi Kobori, Kazuma Jinnouchi)
5. BB Corps – 3:43 (musica: Harry Gregson-Williams)
6. Drebin 893 – 3:29 (musica: Nobuko Toda, Shuichi Kobori, Kazuma Jinnouchi)
7. Vista Mansion – 1:32 (musica: Nobuko Toda, Shuichi Kobori, Kazuma Jinnouchi)
8. Laughing Octopus – 2:19 (musica: Nobuko Toda, Shuichi Kobori, Kazuma Jinnouchi)
9. Breakthrough – 3:09 (musica: Harry Gregson-Williams)
10. Endless Pain – 2:46 (musica: Harry Gregson-Williams)
11. White Blood – 2:49 (musica: Harry Gregson-Williams)
12. Call Me Hal – 3:01 (musica: Nobuko Toda, Shuichi Kobori, Kazuma Jinnouchi)
13. Midnight Shadow – 2:58 (musica: Harry Gregson-Williams)
14. Paradise Lost – 4:13 (musica: Nobuko Toda, Shuichi Kobori, Kazuma Jinnouchi)
15. Great Escape – 2:14 (musica: Nobuko Toda, Shuichi Kobori, Kazuma Jinnouchi)
16. Desperate Chase – 2:57 (musica: Harry Gregson-Williams)
17. Raging Raven – 2:34 (musica: Nobuko Toda, Shuichi Kobori, Kazuma Jinnouchi)
18. Confrontation – 3:10 (musica: Yoshitaka Suzuki)
19. Mobs Alive – 3:24 (musica: Harry Gregson-Williams)
20. Violent Ceasefire – 2:08 (musica: Yoshitaka Suzuki)

Durata totale: 63:58

### CD 2
1. Next-Gen Control – 4:40 (musica: Harry Gregson-Williams)
2. Crying Wolf – 2:10 (musica: Nobuko Toda, Shuichi Kobori, Kazuma Jinnouchi)
3. One More Reboot – 1:41 (musica: Nobuko Toda, Shuichi Kobori, Kazuma Jinnouchi)
4. Sin – 1:44 (musica: Nobuko Toda, Shuichi Kobori, Kazuma Jinnouchi)
5. Atonement – 4:48 (musica: Nobuko Toda, Shuichi Kobori, Kazuma Jinnouchi)
6. Infinite Loop – 3:35 (musica: Nobuko Toda, Shuichi Kobori, Kazuma Jinnouchi)
7. Everything Ends – 2:30 (musica: Norihiko Hibino, Takahiro Izutani)
8. At Dawn – 3:30 (musica: Yoshitaka Suzuki)
9. Screaming Mantis – 2:38 (musica: Nobuko Toda, Shuichi Kobori, Akihiro Honda)
10. Guns Of The Patriots – 4:05 (musica: Harry Gregson-Williams)
11. No Place To Hide – 2:36 (musica: Nobuko Toda, Shuichi Kobori, Kazuma Jinnouchi)
12. Sorrow – 3:50 (musica: Nobuko Toda)
13. Full Circle – 1:38 (musica: Takahiro Izutani)
14. Everything Begins – 4:25 (musica: Nobuko Toda, Shuichi Kobori, Kazuma Jinnouchi, Yoshitaka Suzuki)
15. Father & Son – 2:29 (musica: Harry Gregson-Williams)
16. Metal Gear Saga – 4:19 (musica: Harry Gregson-Williams)
17. Lisbeth Scott – Here's To You (dal film Sacco e Vanzetti) – 5:48 (musica: Ennio Morricone) – arrangiata da Harry Gregson-Williams.
18. War Zone – 1:28 (musica: Nobuko Toda, Shuichi Kobori, Kazuma Jinnouchi)
19. A Rebellion Rests – 2:44 (musica: Nobuko Toda, Shuichi Kobori, Kazuma Jinnouchi)
20. The Hunter – 2:05 (musica: Nobuko Toda, Kazuma Jinnouchi, Sota Fujimor)
21. The Hunted – 2:00 (musica: Nobuko Toda, Shuichi Kobori, Kazuma Jinnouchi)
22. Forced Hand – 2:08 (musica: Nobuko Toda, Shuichi Kobori, Kazuma Jinnouchi)
23. Under Curfew – 1:49 (musica: Nobuko Toda, Shuichi Kobori, Kazuma Jinnouchi)
24. Unmanned Army – 1:28 (musica: Nobuko Toda, Shuichi Kobori, Kazuma Jinnouchi)
25. Cold Memories – 1:35 (musica: Nobuko Toda, Shuichi Kobori, Kazuma Jinnouchi)
26. For Liberty – 1:58 (musica: Nobuko Toda, Shuichi Kobori, Kazuma Jinnouchi)
27. Surrounded – 1:59 (musica: Nobuko Toda, Kazuma Jinnouchi, Sota Fujimor)

Durata totale: 75:40